# 아무 것도 안 하는 해적들 - 베지테일 무비
《아무 것도 안 하는 해적들 - 베지테일 무비》(영어: The Pirates Who Don't Do Anything: A VeggieTales Movie)는 2008년 공개된 미국의 애니메이션 영화이다.